# 奥洛考德尔雷
奥洛考德尔雷，是西班牙瓦伦西亚自治区卡斯特利翁省的一个市镇。总面积44平方公里，总人口138人（2001年），人口密度3人/平方公里。